# 李本善
李本善（1921年11月—2004年3月），男，江苏沭阳人，中华人民共和国政治人物，曾任西藏自治区人民政府副主席兼秘书长，西藏自治区人大常委会副主任。